# Теологія визволення
Теоло́гія ви́зволення — контроверсійна, з погляду офіційних доктрин, форма теології, що зосереджується на Ісусі Христі «не лише як відкупителі, але й визволителі пригноблених».

## Історія
Цей напрямок в християнській теології сформувався у кінці 1970-х років за ініціативи Перуанського католицького священника Ґуставо Ґуттьєреса (Gustavo Gutiérrez), який висловив свою солідарність з бідними і пригнобленими. Він є автором книги «Теологія визволення» (1971), яка стала програмною для цього руху. Теологія визволення поширилася в Латинській Америці та інших регіонах, де ідеї знаходили підтримку серед багатьох богословів, зокрема бразильських братів Леонардо і Клавдіо Боффів і німецького теолога Хуґо Ассмана та інших дослідників.

## Догматика
«Теологія визволення» здебільшого займається пошуками прогресивних шляхів розвитку, зокрема місцевих зразків соціалізму. При цьому теологи визволення рішуче виступають проти викривленого тенденційного тлумачення марксизму та соціалізму. Великі утопії минулого, з їхньої точки зору, і, перш за все, марксизм у «знятому» вигляді, будуть використані у новій життєздатній програмі тотальної емансипації людини. Пріоритет у цьому процесі «теологія визволення» віддає соціальній ролі релігії. Саме релігія, очищена від пережитків минулого, в поєднанні з конкретною історією та соціальною практикою людей, за переконанням теологів визволення, в змозі запропонувати людині сенс, заради якого варто жити та помирати.